# Грег Неміш
Грегорі Неміш (англ. Gregory Nemisz, нар. 5 червня 1990, Кертіс) — канадський хокеїст, що грав на позиції крайнього нападника.

## Ігрова кар'єра
Хокейну кар'єру розпочав 2006 року.
2008 року був обраний на драфті НХЛ під 25-м загальним номером командою «Калгарі Флеймс».
Усю професійну клубну ігрову кар'єру, що тривала 6 років, провів, захищаючи кольори команди «Калгарі Флеймс» та низки інших команд нижчих північноамериканських ліг.
Загалом провів 15 матчів у НХЛ. Гравця переслідували важкі травми, через які він урешті-решт був змушений завершити ігрову кар'єру у 25-річному віці.

## Статистика

### Клубні виступи
| Сезон        | Клуб                | Ліга         | Регулярний сезон | Регулярний сезон | Регулярний сезон | Регулярний сезон | Регулярний сезон | Плей-оф | Плей-оф | Плей-оф | Плей-оф | Плей-оф |
| Сезон        | Клуб                | Ліга         | І                | Г                | П                | О                | ШХ               | І       | Г       | П       | О       | ШХ      |
| ------------ | ------------------- | ------------ | ---------------- | ---------------- | ---------------- | ---------------- | ---------------- | ------- | ------- | ------- | ------- | ------- |
| 2006–07      | «Віндзор Спітфаєрс» | ХЛО          | 62               | 11               | 23               | 34               | 23               | —       | —       | —       | —       | —       |
| 2007–08      | «Віндзор Спітфаєрс» | ХЛО          | 68               | 34               | 33               | 67               | 52               | 5       | 2       | 1       | 3       | 8       |
| 2008–09      | «Віндзор Спітфаєрс» | ХЛО          | 65               | 36               | 41               | 77               | 48               | 20      | 8       | 12      | 20      | 22      |
| 2009–10      | «Віндзор Спітфаєрс» | ХЛО          | 51               | 34               | 36               | 70               | 50               | 15      | 2       | 10      | 12      | 12      |
| 2010–11      | «Абботсфорд Гіт»    | АХЛ          | 68               | 14               | 19               | 33               | 28               | —       | —       | —       | —       | —       |
| 2010–11      | «Калгарі Флеймс»    | НХЛ          | 6                | 0                | 1                | 1                | 0                | —       | —       | —       | —       | —       |
| 2011–12      | «Абботсфорд Гіт»    | АХЛ          | 49               | 13               | 15               | 28               | 29               | 8       | 2       | 4       | 6       | 4       |
| 2011–12      | «Калгарі Флеймс»    | НХЛ          | 9                | 0                | 0                | 0                | 0                | —       | —       | —       | —       | —       |
| 2012–13      | «Абботсфорд Гіт»    | АХЛ          | 55               | 3                | 7                | 10               | 34               | —       | —       | —       | —       | —       |
| 2013–14      | «Абботсфорд Гіт»    | АХЛ          | 32               | 5                | 4                | 9                | 9                | —       | —       | —       | —       | —       |
| 2013–14      | «Шарлотт Чекерс»    | АХЛ          | 14               | 3                | 8                | 11               | 4                | —       | —       | —       | —       | —       |
| 2014–15      | «Шарлотт Чекерс»    | АХЛ          | 21               | 8                | 6                | 14               | 6                | —       | —       | —       | —       | —       |
| Усього в НХЛ | Усього в НХЛ        | Усього в НХЛ | 15               | 0                | 1                | 1                | 0                | —       | —       | —       | —       | —       |

### Збірна
| Рік              | Команда          | Турнір           | Місце            | І | Г | П | О | ШХ |
| ---------------- | ---------------- | ---------------- | ---------------- | - | - | - | - | -- |
| 2010             | Канада           | МЧС              | 2                | 6 | 1 | 0 | 1 | 0  |
| Молодіжна збірна | Молодіжна збірна | Молодіжна збірна | Молодіжна збірна | 6 | 1 | 0 | 1 | 0  |